# Platypalpus awarensis
Platypalpus awarensis är en tvåvingeart som beskrevs av Patrick Grootaert 1984. Platypalpus awarensis ingår i släktet Platypalpus och familjen puckeldansflugor. Inga underarter finns listade i Catalogue of Life.